# Cecilia Bartolomé
Cecilia Margarita Bartolomé Pina (Alicante, 10 de septiembre de 1940) es una directora de cine, guionista y productora española. Considerada una de las mujeres cineastas más transgresoras de su época, fue pionera en abordar en sus trabajos temas que eran social y políticamente tabúes, como el aborto, el divorcio, el colonialismo español o la transición política española. Es directora y coguionista de Vámonos, Bárbara (1978) considerada la primera película feminista realizada en España. Le valió la censura en su momento y posteriormente múltiples reconocimientos. 

## Biografía
Nació en Alicante y a los siete años su familia se trasladó a Guinea Ecuatorial ya que su padre fue nombrado jefe de la censura cinematográfica en las entonces colonias españolas. En Guinea comenzó a actuar y a dirigir en las representaciones teatrales escolares y durante su época adolescente dirige al alumnado de la Escuela Superior Indígena. Allí residió hasta los 20 años hasta que se mudó a Madrid. Encontré una sordidez descomunal, a la que me costó mucho tiempo adaptarme y un machismo recalcitrante, explica en una entrevista años después.
A su regreso a España, tras abandonar sus estudios de Ingeniería y posteriormente Ciencias Económicas logró inscribirse en la Escuela Oficial de Cine de Madrid convirtiéndose en una de las primeras mujeres españolas diplomadas en cine en los años sesenta junto a Pilar Miró y Josefina Molina.  Allí rodó varios cortometrajes a la sombra del Nuevo Cine Español de la EOC de los sesenta desde sus primeros trabajos La siesta (1962) La noche del doctor Valdés (1964) o Carmen de Carabanchel (1965) sobre la vida sexual de las mujeres españolas que resultó provocador para los profesores y que Josetxo Cerán y Marina Díaz López consideran el primer trabajo del "tríptico emancipatorio" junto a Plan Jack Cero Tres (1968) con historia de Gonzalo Suárez. y el mediometraje musical sobre el divorcio Margarita y el lobo (1970) práctica con la que se graduó.
Quise contar cómo era la vida sexual de las mujeres españolas de 1965 frente al cuento de hadas de la Carmen de Merimée, que fue una mujer que follaba a diestro y siniestro y no se preñaba nunca. En mi corto esperpéntico se hablaba de las peripecias de una pareja que no quería tener más hijos y usaba métodos anticonceptivos, o para abortar, que eran la leche. Yo era una loca carioca, hacía lo que creía que había que hacer, no lo pensaba dos veces; nunca me detuve a considerar la conveniencia o no de una película. Curiosamente, años después Carmen de Carabanchel fue programada en un ciclo porque decían que con él había cambiado el estilo de la Escuela, cuyo lenguaje hasta entonces había sido como el de Antonioni, explicó años después.
Se graduó en 1969 y su proyecto fin de carrera resultó también para el régimen franquista una nueva provocación: el mediometraje Margarita y el lobo (1970) secuestrado por la censura se exhibió clandestinamente fuera de España, hasta la llegada de la democracia. El nombre de Bartolomé fue incluido por ello en la "lista negra" y al salir de la Escuela no pudo trabajar con su nombre dedicándose a la publicidad y a rodar documentales industriales. Llegó incluso a presentar un proyecto de película con la firma de José Luis Borau "pero el ministerio descubrió que yo estaba detrás y tampoco lo autorizaron" ha explicado años después.
Su obra fílmica fue censurada por plantear abiertamente los obstáculos de la mujer española en el siglo XX, desde la falta de libertad propias de la época, hasta las limitaciones a la hora de disfrutar de la sexualidad o el aborto.
Tras la muerte del general Franco y el inicio de la transición española recibió el encargo para dirigir su primer largometraje, Vámonos, Bárbara (1977) inspirado en la película Alicia ya no vive aquí (1974) del director estadounidense Martin Scorsese contextualizando el guion en los problemas de pareja y el divorcio en España considerado por la crítica como la primera película feminista española. En su película Bartolomé decidió cambiar el final del trabajo de Scorsese porque consideró que  la solución para la mujer no es encontrar al príncipe azul cuando lo que ella quiere es encontrarse a sí misma y no repetir la historia que había tenido con su marido.
Entre abril de 1979 y finales de 1980 junto a su hermano José Juan Bartolomé rodó un doble documental sobre la transición española contada por la gente de la calle concretado en dos trabajos: No se os puede dejar solos y Atado y bien atado (1983) englobados bajo el título genérico Después de... (1983) en los que se refleja críticamente la transformación de España al final de la dictadura. Debía ser calificada por el ministerio para su exhibición tras el intento de golpe de Estado de 1981 -en la película se detectaba el ambiente pre-golpe - y la censura no sólo la prohibió sino que la secuestró y la tuvieron retenida durante tres años. Fue Pilar Miró a su llegada a la Dirección General de Cinematografía cuando en 1983 logró rehabilitar el trabajo y pudo exhibirse aunque con mucha menos repercusión por el retraso. Tras diversos avatares y secuestros, dichos documentales fueron finalmente premiados por el Ministerio de Cultura y se exhibieron mundialmente.
En 1983 Televisión Española anunció el inicio de la preproducción del programa Los Omeya, una serie de seis o siete episodios que preparaba un colectivo encabezado por Bartolomé en el que también estaban Manuel Gutiérrez Aragón, José María Gutiérrez, José Luis Guarner y Concha Romero. Finalmente el director general de programación puso fin al proyecto.
Su última película Lejos de África (1996) coescrita con su hermano y rodada en Cuba fue el primer largometraje crítico sobre el colonialismo español en África, recogiendo asimismo sus vivencias del mundo que ella misma vivió.
En 2005 dirigió para la serie de TVE Cuéntame como pasó el capítulo documental Carrero Blanco, el comienzo del fin que investiga y analiza la vida y asesinato del militar que fue la mano derecha de Franco.

## Vida personal
Casada con el director de fotografía José Luis Alcaine que ha trabajado en alguna de sus películas, es la madre del también director de fotografía Pancho Alcaine Bartolomé, formado en Estados Unidos.

## Filmografía
- 1962: La siesta (corto de la Escuela Oficial de Cine. Guion y dirección).
- 1962: ¡Ha salido el suceso!, de Roberto Gavito (corto de la Escuela Oficial de Cine. Ayudante de dirección).
- 1963: Un día más, de Pere Balañá (corto de la Escuela Oficial de Cine. Ayudante de dirección).
- 1964: La noche del doctor Valdés (corto de la Escuela Oficial de Cine. Guion y dirección).
- 1965: Carmen de Carabanchel (corto de la Escuela Oficial de Cine. Guion y dirección).
- 1966: La brujita (corto de la Escuela Oficial de Cine. Dirección y guion, sobre un cuento de Robert Bloch).
- 1967: Plan Jac Cero Tres (corto de la Escuela Oficial de Cine. Dirección y guion, sobre una historia de Gonzalo Suárez).
- 1969: El paraíso ortopédico (Actriz).
- 1970: Margarita y el lobo (mediometraje como trabajo fin de carrera de la Escuela Oficial de Cine. Dirección y guion, sobre una novela de Christiane Rochefort).
- 1978: Rostros, de Juan Antonio Galván (largometraje. Guionista).
- 1978: Vámonos, Bárbara (largometraje. Dirección).
- 1983: Después de... (largometraje documental codirigido con su hermano José Juan Bartolomé).
- 1996: Lejos de África (largometraje. Dirección y guion escrito con su hermano José Juan Bartolomé).
- 2001: Manolito Gafotas en ¡Mola ser jefe!, de Joan Potau (largometraje. Coguionista).
- 2005: Especial Carrero Blanco: el comienzo del fin, capítulo documental en la serie Cuéntame cómo pasó.

## Premios y reconocimientos
- Miembro de honor de la Asociación de Mujeres Cineastas, CIMA, organización de la que fue cofundadora[17]
- En 2009 la Universidad de Alicante y el Centro de Estudios sobre la Mujer organizó una retrospectiva sobre Cecilia Bartolomé.[16]

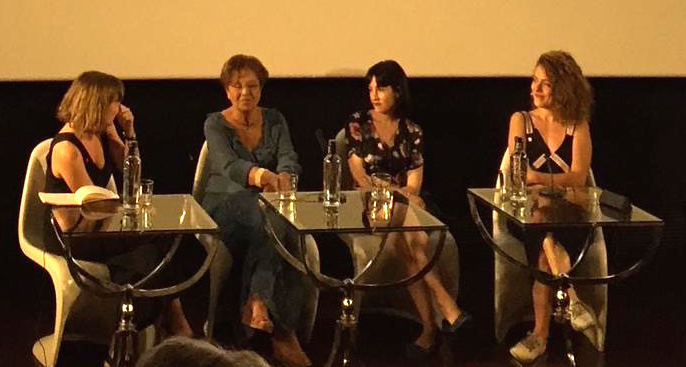
En el acto homenaje programa "Maestros" de la Academia de Cine de España (2019)

- Premio "Mujeres de cine" 2012 en el Festival Internacional de Cine de Gijón en reconocimiento a su trayectoria en el cine español[18]

- Medalla de Oro al mérito en las Bellas Artes de España.[19][20]
- Premio especial de la Academia Valenciana del Audiovisual 2018.[21]

- El 2 de julio de 2019, la Academia de las Artes y las Ciencias Cinematográficas de España organizó como reconocimiento a toda su trayectoria, un acto homenaje en el programa  "Maestros" de reconocimiento a las grandes figuras del cine español.[22][23]
- Premio a la trayectoria profesional del IV Festival de Cine por mujeres en 2021[24]
- El 29 de enero de 2022, la Asociación de Informadores Cinematográficos de España le otorgó el Premio Feroz de Honor 2022, acompañado de una retrospectiva de la obra de Bartolomé en la Filmoteca de Zaragoza.[25][26]